# 史涓
史涓（1120年—1202年），字泽翁，庆元府鄞县（今浙江宁波）人，南宋政治人物。

## 生平
补承议郎；史浩显贵后，史涓辞官不拜，卒赠中散大夫。

## 家族
出自高第东钱湖史氏，世居庆元府鄞县（今属浙江宁波市区）。父史师仲。兄史浩，南宋大臣；涓为五弟。
子史弥久，迁居象山，曾住持智门寺。另有子史弥林，在史涓卒后，亦辞不拜官。

## 遗迹
今遗有史涓墓道石刻，是南宋时期代表官僚墓葬，属全国重点文物保护单位东钱湖墓葬群的组成部分。今辟为南宋石刻公园。有石牌坊、石雕、石碑、石亭遗构件。石马、石虎、石文臣、石武将各一对。墓堆为圆形封土，保存较为完整。整个遗迹有较高历史文化价值。